# Groene gaai
De groene gaai (Cyanocorax luxuosus) is een zangvogel uit de familie van de kraaien (Corvidae).

## Verspreiding en leefgebied
Deze soort komt voor van zuidelijk Texas tot Honduras en telt zeven ondersoorten:
- C. l. glaucescens: uiterst zuidelijk Texas, Nuevo León en westelijk Tamaulipas.
- C. l. luxuosus: van uiterst zuidoostelijk Texas tot Pueblo en Veracruz.
- C. l. speciosus: westelijk Mexico.
- C. l. vividus: van Colima en Guerrero tot westelijk Guatemala.
- C. l. maya: Tabasco en Yucatán.
- C. l. confusus: Chiapas en westelijk Guatemala.
- C. l. centralis: van Tabasco en noordelijk Chiapas tot Honduras.

## Status
De groene gaai komt niet als aparte soort voor op de lijst van het IUCN, maar is daar een ondersoort van de incagaai (Cyanocorax yncas).